# Ostrich (журнал)
Ostrich (Ostrich: Journal of African Ornithology) — науковий журнал Африканської орнітології, що публікується BirdLife South Africa, колишнім «South African Ornithological Society», у співпраці з «National Information Services Corporation (NISC)». Статті присвячуються птахам Африки і прилеглих островів, зокрема це огляди оригінальних наукових статей обсягом від 3000 до 10000 слів, короткі повідомлення до 2000 слів і огляди. Статті мають висвітлювати питання поведінки, гніздування, біології, екології, міграцій, поширення і систематики птахів.

## Ресурси Інтернету
- BirdLife South Africa [Архівовано 28 лютого 2017 у Wayback Machine.]